# 鶴岡アートフォーラム
鶴岡アートフォーラム（つるおかアートフォーラム）は、山形県鶴岡市にある芸術文化施設。

## 概要
地主悌助や今井繁三郎らが代表を務めた美術団体「白甕社」がある鶴岡は、古くから芸術文化活動が盛んであるが、美術館や本格的な展示施設が無かったため、公民館を作品を展示の場として利用してきた。しかし、公民館では大型作品の展示が出来ず、大がかりな作品は近くの体育館を発表の場とせざるを得ないため、芸術文化施設の設置が望まれるようになった。
市は白甕社等から芸術文化施設の設置要望が出されたことを踏まえ、中心部に文化都市の構築を目指す観点から、施設を整備する方針を決め、2002年3月に鶴岡市芸術文化総合展示場（仮称）整備計画を策定。翌年10月に建設工事が着工、2005年8月27日に開館した。
鶴岡アートフォーラムは、鶴岡公園の旧中央児童館跡地に建てられた全面ガラス張りの3階建。建物の周囲は外の空間との垣根をなくし、公園との親和性を生み出そうと、ガラスのカーテンウォールを採用。内部の展示室は動壁とし、作品に応じた自由なスペースの形成を可能とした。展示だけではなく、さまざまなスペースを利用して、ワークショップなども行われている。建物の西側には城の外堀をイメージした池（新百間堀）があり、晴れた日には水面に空と建物が映り込む。

### 受賞
2005年に第26回東北建築賞作品賞、2006年に照明普及賞優秀施設賞並びにBCS賞、2010年に公共建築賞優秀賞をそれぞれ受賞している。